# Меномини (народ)
Меномини су алгонквински народ, који од давнина насељава америчку државу Висконсин. Њихова прапостојбина је обухватала површину од око 40.000 km² данашњег Висконсина и  Горњег полуострва Мичигена. Данас насељавају Меномински Индијански Резерват, који се налази у њеној близини. Становништво им је процењено на око 8.700.
Меномини су савезно признати под именом „Меномини Индијанско Племе Висконсина”. Меномини су изгубили савезно признање 1961, јер је од 1940-их до 1960-их спровођена политика асимилације староседелаца. Како би заштитили своје историјско право на лов и риболов изнели су свој предмет „Племе Меномини против Сједињених Држава (1968)” (енгл. Menominee Tribe v. United States (1968)) пред Врховни суд Сједињених Америчких Држава, који је постао значајан случај у индијанском законодавству. Врховни суд Висконсина и Парнични суд Сједињених Држава донели су супротстављене закључке о ефекту укидања права Меноминија на лов и риболов на њиховом бившем резервату. Врховни суд Сједињених Америчких Држава је утврдио да племе није изгубило традиционална право на лов и риболов као резултат укидања савезног признања племена, јер Конгрес није јасно укинуо ова права у свом законодавству.
„Племе” је 1973. године повратило савезно признање законом који је донео Конгрес и поново је успоставило резерват 1975. године. Врховни правни акт „Меноминског Индијанског Плема Висконсина” је устав, којим је утврђено да је врховна извршна власт „племена” влада изабрана на изборима. Њихова прва влада која је изабрана по овом уставу је ступила на дужност 1979. Она је власт преузела од Бироа за Индијанска Питања (енгл. Bureau of Indian Affairs (BIA)) 1979. године.

## Преглед
Меномини припадају алгонквинској породици народа, коју чине народи већином насељени око Великих језера и обале Атлантског океана. Један су од народа који од давнина насељава данашњи Висконсин и Горњи Мичиген; насељавали су територију површине од око 40.000 km² у време првог сусрета са Европљанима. Верује се да су у тој области били присутни више од 1.000 година. Према неким изворима потичу од носилаца „културе старог бакра” (енгл. Old Copper culture) и других староседелаца који су у овој области били присутни око 10.000 година.
Према меноминском усменом предању Меноминији су одувек били „овде”, они верују да су „Кијаш Мачитивук”, што у преводу значи „Древни”. Њихов резерват се налази 96,5 километара западно од места на коме су према њиховом предању створени. Појавили су се на месту где се река Меномини улива у Грин Беј, залив језера Мичиген, где се данас налази град Маринет.
Њихов аутоним је Мамасекто (енгл. Mamaceqtaw), што значи „народ / људи”. Назив Меномини је егзоним, који потиче из оџибвејског језика, из кога је доспео у енглески језик. Англоамериканци су пре Меномина сусрели Оџибве који су као и Меномини алгонквински народ. Од Оџибва су сазнали за постојање Меномина и за њихово оџибвејско име. Оџибвејски назив Манумини (manoominii), што значи „Народ Дивљег Пиринча”, потиче од основне намирнице коју су Меномини користили у исхрани.
Меномини су били миран, пријатељски народ, који је био познат по добрим односима са суседима. Када се појавила онеотска култура у јужном Висконсину, Меномини су делили шуме и воду са њима.
Меномини припадају староседелачким народима Североисточних Шума. Са Европљанима су се први пут сусрели средином 17. века у Висконсину, током колонијалног доба. У ово доба су насељавали велики број села које су посећивали француски трговци крзном. Антрополог Џејмс Муни је 1928. проценио да их је 1650. било око 3.000.
Рани француски истраживачи и трговци су их знали под именом Фолс Авуан (фр. folles avoines), што значи дивља зоб. Овај назив се везује за дивљи пиринач, основну намирницу коју су Меномини користили у исхрани, који су узгајали и сакупљали у дивљини. Меномини су у исхрани користили велики број различитих врста биљака и животиња, при чему је дивљи пиринач, поред јесетре, био један од две најбитније. Дивљи пиринач је као основна намирница у исхрани био од посебног значаја, док је јесетра имала велики значај у меноминској митологији у којој се јављала као „Отац Меномина”. И дан данас се одржавају годишње гозбе на којима се послужују обе ове намирнице.
Меномински обичаји су веома слични оџибвејским. Док је њихов језик сличнији месквачко–сачко–кикапујском језику, који такође припада алгонквинској породици језика.
Пет основних меноминских кланова су клан Медведа, Орла, Вука, Ждрала и Лоса. Сваки од њих је имао традиционалну одговорност и улогу унутар народа. Како је меномински систем наслеђивања био патрилинеарни, деца су друштвени положај наслеђивали од оца и од рођења су припадала клану својих очева. Припадници клана се сматрају рођацима, па свог супружника морају да изаберу изван клана. Етнолог Џејмс Муни је написао чланак о Меноминима, који је објављен у Католичкој Енциклопедији (1913), у коме је нетачно наведено да је меномински систем наслеђивања матрилинеарни.

## Култура
Меномински обичаји укључују обреде прелаза из детињства у пубертет, као и обреде који укључују вишедневни пост и живот у малом осамљеном вигваму. Као део прелаза из детињства у пубертет, деца се појединачно сусрећу са старцима, који им тумаче снове и који их обавештавају о одговорностима одраслих, које ће они преузети кад заврше обред прелаза.

### Етноботаника
Меноминска исхрана је укључивала и амерички дивљи бели лук (Allium tricoccum). Кртоле врсте Sagittaria cuneata су у исхрани коришћене зими, а припремане су тако што су након кувања, ниске исечених комада кртоле остављане да се осуше. Крупноцветна увуларија (Uvularia grandiflora) је коришћена за лечење рана и отока. Зечји дуван (Pseudognaphalium obtusifolium ssp obtusifolium) је такође коришћен у народној медицини. Taenidia integerrima из породице штитара је коришћена за отклањање дисајних проблема; али и као додатак другим мелемима због свог пријатног мириса. Користили су унутрашњу кору балзамасте јеле (Abies balsamea) за отклањање болова у грудима, док су течни балзам користили за прехладе и дисајне проблеме. Унутрашњу кору су користили и као облогу против одређених болести. Такође су користили биљну смолу за чиреве.

## Историја
Меномини су првобитно насељавали велику површину од 40.000 km², која је обухватала део Висконсина и Горњег полуострва Мичигена. Историјски помени Меномина укључују запис оца Фредерика Бараге, словеначког мисионара из Мичигена, који је у свом речнику из 1878. записао:
Мишинимакинаго; — Ово име је дато неким чудним Индијанцима (према казивањима Оџипва [Оџибва]), који веслају кроз шуму, и који се некад могу чути како пуцају, али се никад не могу видети. Од ове речи, је изведено име села Макинак, или Мичилимакинак.
На меноминском језику реч макина значи корњача. Џон Рид Свонтон је у свом делу „Индијанска Племена Северне Америке” (енгл. The Indian Tribes of North America) из 1952, у одељку „Висконсин” забележио: „Меномини”, дружина (банда) названа „Мисинимак Кимико Вининивук (енгл. Misi'nimäk Kimiko Wini'niwuk), народ Мичилимакинак, у близини старе тврђаве Макинак (Мичиген)”.
Меномини су потомци Индијанаца позног вудлендског доба, који су насељавали области на којима су раније живели, први становници области језера Мичиген, носиоци Хоупвелске традиције средњег вудлендског доба. Са опадањем Хоупвелске културе, око 800 године нове ере, област језера Мичиген је постала дом Индијанцима позног вудлендског доба.
Први француски истраживачи и трговци крзном затекли су њихове потомке: Меномине, Чипеве (Оџибве),  Отаве, Потаватоме, Сауке, Фоксе, Винебагое и Мајамије. Верује се да је француски истраживач Жан Николет први нестароседелац који је дошао на обале језера Мичиген 1634. или 1638.

### Први сусрет са Европљанима
Меномини и Винебагои (заједно са дружином (бандом) Потаватома који су се недавно преселили у Висконсин) су 1634. године, били сведоци допловљавања француског истраживача Жана Николета и његовог пристанка уз Црвену обалу, у близини данашњег висконсинског града Грин Беја. Николет, који је тражио северозападни пролаз у Кину, надао се да ће пронаћи и импресионирати Кинезе. Како се кану приближавао обали, Николет је обукао свилени кинески церемонијални огртач, стао на средину кануа и пуцао са два пиштоља.
Француски свештеник, професор, историчар, аутор и истраживач Пјер Франсоа Гзавије де Шарлевоа, водио је детаљан дневник својих путовања кроз Висконсин и Луизијану. Он је 1721. наишао на Меномине, које је назвао Маломин („Народ Дивљег Овса”), што је француски назив који је изведен од оџибвејског имена Меномина:
Након што смо напредовали пет или шест лига, нашли смо се насред малог острва, које се налази у близини западне стране залива и које је скривало од нашег погледа ушће реке, на којем се налази село Индијанаца Маломина, које наши Французи називају „Попл Д'авоан” или Индијанци Дивљег Овса, вероватно због тога што им је та врста жита најзначајнији извор хране. Читав народ се састоји само од овог села и то не превише насељеног. То је заиста велика штета, они су најбољи и најзгоднији мушкарци у целој Канади. Они су чак и крупнијег стаса од Потаватома. Уверен сам да су имали исто порекло и скоро исти језик као Нукејци и Индијанци са водопада.

### 19. век
Првобитно су Меномини били неутрални током Рата из 1812, али су касније постали савезници Британаца и Канађана, којима су помогли да победе америчке снаге које су покушавале да поврате Форт Макинак у бици за острво Макинак (1814). Током наредних деценија, Меномини су били под притиском нових Англоамеричких досељеника на том подручју. Досељеници су прво почели са насељавањем Мичигена, где им је основна делатност постала сеча дрвећа на Горњем полуострву. До средине века, растао је прилив нових досељеника. Током 1820-их су представници Стокбриџ-Мунсија, Индијанаца хришћана из Њујорка, замолили Меномине да им дозволе да се населе на делу њихове земље.
Постепено су Меномини продали влади САД већи део своје земље у Мичигену и Висконсину, на основу 7 споразума које су потписали од 1821. до 1848. Прво су продали своју земљу у Мичигену, а касније велики део земље у Висконсину. У доба када је Висконсин прерастао из територије у државу, америчка влада је желела да их пресели на запад (преко реке Мисисипи), циљ јој је био да се сви амерички староседеоци одрекну полагања права на земљу на истоку САД. Поглавица Ошкош је отишао на реку Кро да би обишао понуђену локацију за пресељење, након чега је одбио понуђену земљу, јер је њихова земља била боља за лов и дивљач. Меномини су задржали земљу у близини реке Волф у области на којој се налази њихов данашњи резерват. Захваљујући поглавици Ошкошу Меномини су успели да се одрже у Висконсину чији су староседеоци.

## Меномински Индијански Резерват
Меномински Индијански Резерват се налази у североисточном Висконсину. Већим делом се поклапа са територијом Округа Меномини, који је основан након укидања „племена” 1961. према у то доба важећој политици асимилације, коју је спроводила савезна влада. „Племе” је поново добило савезно признање 1975. када је и резерват обновљен.
Резерват је створен на основу споразума потписаног са владом Сједињених Америчких Држава 12. маја 1854. према коме су се Меномини одрекли полагања права на земљу која им је припадала према ранијим споразумима, истим споразумом им је припала земља површине 432 km² на реци Волф у данашњем Висконсину. Додатним споразумом, потписаним 11. фебруара 1856. године, издвојен је југозападни део резервата како би био створен посебан резерват за Стокбриџе и Ленапе (Манси/Мунси), који су дошли у ово подручје као избеглице из државе Њујорк. Они су основали заједничко насеље Стокбриџ-Манси које има савезно признање.
Након што је „племе” поново добило савезно признање 1973. године, резерват је повратио своје историјске границе 1975. године. Много малих џепова територије унутар округа (и његовог географског еквивалента града) нису део резервата. Њихова површина износи 1,14% подручја округа, тако да резерват обухвата 98,86% површине округа. Највећи од ових џепова је у западном делу насеља Кешена. Према америчком бироу за попис становништва, укупна површина меноминског резервата и земље у повереништву (трасту) ван резервата износи 939,6 km².
Мали делови округа који не припадају резервату су гушће насељени од резервата. Према попису становништва САД 2020. од 4.255 становника округа, делове округа ван резервата насељава 1.223 (28,7%), док на резервату живи 3.032 (71,3%) становника.
Највећа насеља су Леџенд Лејк и Кешена. Од краја 20. века грађани резервата су управљали бројним коцкарницама у овим насељима. Становници резервата говоре енглеским, као и меноминским језиком, који припада алгонквинској породици језика. Тренутно Меномина има око 8.700.

### Насеља
- Кешена (1.268)
- Леџенд Лејк (1.525)
- Мидл Вилиџ (281)
- Неопит (690)
- Зоур (98)

### Укидање и обнова резервата у 20. веку
Као и многи други Амерички староседеоци Меномини су као војници учествовали у Другом светском рату.
Током 1950-их, савезна политика према Индијанцима предвиђала је укидање „посебне везе” између владе Сједињених Америчких Држава и тих савезно признатих нација које су сматране спремним за асимилацију у англоамеричку културу. Било је предвиђено да меноминска нација буде укинута, чиме би изгубила статус суверене нације. У то време, Кламати у Орегону су била једина друга нација која је била предвиђена за укидање. Према Бироу за Индијанске Послове Меномини су били довољно економски самостални захваљујући својој дрвној индустрији, због чега им није била потребна савезна помоћ и надзор. Пре укидања су били једна од најбогатијих америчких староседелачких нација.
Амерички конгрес је 1954. године усвојио закон којим је укинут меномински резерват, док је статус савезно признате суверене нације Меноминима одузет 30. априла 1961. године. Имовина меноминске нације је пребачена у власништво корпорације Меномини Ентерпрајзез, Инк. (енгл. Menominee Enterprises, Inc. (MEI)). Она је имала сложену структуру и два траста, један од којих, Фрст Висконсин Траст Компани (енгл. First Wisconsin Trust Company), је основала БИА (енгл. BIA). Фрст Висконсин Траст Компани је имала довољно гласова да је могла да контролише Меномини Ентерпрајзез, Инк.
На захтев Меномина држава је на територији укинутог резервата основала нови округ (округ Меномини). Очекивало се да ће округ Меномини имати значајна овлашћења, међутим округ је суштински постао колонија државе Висконсин.
Последица укидања резервата је била и значајан пад животног стандарда меноминског становништва. Званичници округа Меномини су морали да затворе локалну болницу и део школа, због великих трошкова реорганизације резервата у округ. Округ Меномини је био најсиромашнији и најређе насељени округ Висконсина у то доба. Становништво округа није могло да се издржава само од прихода од продаје занатских производа. Због непостојања индустрије округ није могао да обезбеди приходе од пореза којима би финансирао рад основних јавних служби. Средства корпорације Меномини Ентерпрајзез који су 1954. износили 10 милиона долара смањена су на само 300.000 до 1964. Због немогућности да обезбеди неопходан прилив финансијских средстава руководство корпорације, којом су доминирали белци, предложило је 1967. године продају дела меноминске земље. Што је изазвало велико негодовање Меномина. 
Ово је било доба индијанског активизма, па је део меноминског становништва организовао кампању за враћање савезног признања суверености меноминске нације. Међу активистима је била и Ејда Дир, једна од вођа покрета, која је касније постала представник америчких староседелаца на савезном нивоу као помоћник секретара Бироа за Индијанска Питања (1993–1997). Меномински активисти су 1970. основали невладину организацију Одређивање Права и Јединство Меноминских Акционара (енгл. DRUMS). Успели су да блокирају предлог продаје меноминске земље, коју је контролисала Меномини Ентерпрајзез, нестароседелачким предузимачима и успешно су преузели контролу над бордом директора корпорације. Такође су успели да придобију подршку конгреса за обнову савезног признања суверене меноминске нације.
Истовремено, амерички председник Ричард Никсон је подржавао политику савезних власти усмерену на давање веће самоуправе староседеоцима, као и побољшању у области образовања и заштити верских слобода. Он је 22. децембра 1973. потписао закон о савезном признању суверене нације „Меномини Племе Висконсина”, која је одмах по свом признању почела рад на обнови резервата, што је спроведено у дело 1975. Скупштина меноминске нације је 1976. изгласала   нови устав и изабрала националну владу, којој је 1979. пренета власт која је до тад била у рукама БИА-е.

### Племе Меномини против Сједињених Држава(1968)
Након укидања резервата и губитка статуса суверене нације, у периоду када је држава Висконсин имала јурисдикцију над територијом укинутог меноминског резервата, троје Меномина је 1963. ухапшено под оптужбом да су прекршили висконсински закон о лову и риболову. Они су на крају ослобођени оптужби. Када се држава жалила на пресуду, Врховни суд Висконсина је донео пресуду према којој припадници меноминског народа више немају право на лов и риболов због закона о укидању који је донео Конгрес 1954.
Након пресуде државног врховног суда, Меномини су поднели тужбу на Парничном суду Сједињених Држава против савезне државе тражећи одштету за одузето право на лов и риболов, у случају Племе Меномини против Сједињених Држава (1968). Парнични суд је пресудио да Меномини и даље имају право на лов и риболов, јер Конгрес није укинуо та права. Супротстављене пресуде државног и савезног суда довеле су овај случај пред Врховни суд Сједињених Америчких Држава. 
Савезни Врховни суд је 1968. пресудио да су Меномини задржали право на лов и риболов које су имали према потписаним споразумима и након губитка статуса суверене нације, јер Конгрес није јасно укинуо ова права у свом законодавству. Ово је био значајан случај, који је помогао заштити права на лов и риболов америчких староседелаца.

### Меноминска влада
Основни правни акт меноминске нације је устав. Извршну власт чине на изборима изабрано племенско веће и преседавајући.
Меноминска влада (меноминско племенско веће) је 1993. основала Колеџ Меноминске Нације, који је акредитован 1998. Колеџу припада и Институт за Одрживи Развој, који промовише меноминску етику и живот у балансу са земљом. Колеџ Меноминске Нације је један у низу домородачких колеџа и универзитета који су основани од раних 1970-их и један од два у Висконсину.

### Економија
Најзначајнија грана меноминске економије је дрвна индустрија која као сировину користи дрвну грађу из шума меноминског резервата. Према процени извршеној 1870. на резервату који је био површине 950 km², налазило се 31.000.000 m³ дрвне сировине. До 2002. количина дрвне сировине је достигла 40.000.000 m³. У годинама између ове две процене, искоришћено је више од 530 million m³. Меномини Ентерпрајзиз је 1994. постало прво предузеће из области дрвне индустрије у САД које је добило сертификат од Савета за Управљање Шумама (Forest Stewardship Council — FSC.org).
Од 5. јуна 1987. у власништву меноминске нације је коцкарница у чијем саставу је и хотел. Коцкарница запошљава велики број радника, њих око 500, од којих Меномини и чланови њихових породица (других националности) чине приближно 79%.

#### Спор око дрвне сировине
Меномини су традиционално користили дрвну сировину на одрживи начин. Када је торнадо 1905. оборио велики број стабала на меноминском резервату, због недовољних капацитета пилана у власништву Меномина да преради дрвну сировину пре него што иструли, Шумарска служба САД (United States Forest Service) се укључила у управљање меноминским шумама. Иако су се Меномини и сенатор Роберт М. Ла Фолет залагали за политику одрживог коришћења ресурса, Шумарска служба је све до 1926. крчила шуме на резервату, при чему је посекла 70% дрвне грађе. Затим је Секретаријат за природна богатства САД (United States Department of the Interior) од Шумарске службе преузео надлежност, јер резерват држи у повереништву у корист Меномина. У наредним деценијама секретаријат је смањио сечу стабала на 30%, што је омогућило шуми да се опорави. Меномини су 1934. поднели тужбу на Парничном суду Сједињених Држава против Шумарске службе, оптужујући је да им је неконтролисаном сечом нанела штету уништењем сировинске базе. На суду је 1952. закључено поравнање, којим су Меномини добили 8.500.000 долара одштете.

## Познати Меноминији
- Апесанакват – глумац, познат по улози у филму Вавилон 5;
- Алаква Кокс - глумица, позната по улози у минисерији Хокај;
- Ејда Дир – активисткиња и помоћник секретара БИА, 1993–1997;
- Евелин Фрешет – љубавница пљачкаша из 1930-их Џона Дилинџера
- Мичел Ошкенанју – заговорник суверености староседелачких нација и њиховог савезног признања;[37]
- Поглавица Ошкош (1795–1858) – меномински поглавица из доба уступања земље савезним властима и оснивања меноминског резервата у Висконсину;
- Шила Туси – глумица, позната по улози у филму Срце грома (1992);
- Ингрид Вашинаваток – суоснивачица Фонда четири смера и домородачка активисткиња, убиле су је 1995. у Колумбији снаге ФАРК-а.

## За даље читање
- Nancy Lurie (1972), "Menominee Termination: From Reservation to Colony," Human Organization, 31: 257–269
- Nancy Lurie (1987), "Menominee Termination and Restoration," in Donald L. Fixico, ed., An Anthology of Western Great Lakes Indians History (Milwaukee: American Indian Studies Program): 439–478